# Multi-level marketing
A multi-level marketing (MLM) vagy network marketing egy értékesítési vállalkozás-forma. A vásárlás-ösztönző marketingformák egy világszerte elterjedt változata. Néhol többszintű értékesítésnek vagy hálózati kereskedelemnek fordítják.
A multilevel marketing-rendszer lényege, hogy az értékesítés a vállalattal alvállalkozói szerződésben lévő értékesítők vagy hálózatépítők által történik, személyes fogyasztás, illetve az ismerősök felé történő ajánlás által. Az értékesítést lényegében a független termékforgalmazókból álló, többszintű érdekeltségi viszonyok alapján épülő hálózat végzi, mely a terméket vagy szolgáltatást közvetlenül, direkt módon juttatja el a fogyasztókhoz.
- Az MLM alapötletét az a felismerés adja, hogy egy termék elégedett fogyasztója a terméket feltehetően továbbajánlja, s így ő maga személyesen, közvetlenül részt vesz az értékesítésben.
- Ez alapján mint ajánlót az általa „értékesített” termékek után bizonyos javadalmazás illeti meg.
- Amennyiben az ő vásárlója a saját vásárlás nyomán a terméket ismételten sikeresen továbbajánlja, s ebből következően újra vásárlás és fogyasztás történik, a tovább-ajánló személyeket jutalék illeti meg, és az eredeti ajánló ebből a jutalékból is jutalék-részesedést kap.

Ily módon egy sikeres, többszintű fogyasztói-értékesítői hálózatot maga alá építő egyén komoly jövedelemre tehet szert. Egy ponton túl, a modern mlm-hálózatok értékesítőnek már nem is kell foglalkoznia termékeladással, mivel a hálózatban lévő fogyasztás jutalékaiból is komoly jövedelemre tesz szert. Ekkor már csak a hálózata fenntartásával, a hálózat eróziójának csökkentésével kell foglalkoznia. Ha ez az erózió megnő, azaz a fogyasztás visszaesik, a rendszert csak újabb értékesítők bevonásával, azaz terjeszkedéssel, expanzióval, a hálózat növelésével lehet fenntartani.

## Kialakulása
Az első, ilyen alapokon nyugvó szervezetet – Peter Clothier: Kulcs a kezedben Multi-Level Marketing című könyve szerint – „…feltehetően William Casselberry és Lee Mytinger hozták létre. 1934-től a California Vitamin Company és a Nutrilite XX Vitamins termékeit árusították. Azért, hogy kereskedőiket anyagilag ösztönözhessék – így növelve a vállalat forgalmát –, új tagokat vonjanak be és egyre több üzletkötőt képezzenek ki, 1941-ben létrehozták a C&M marketingtervet. Ennek alapján a kereskedők 3%-os extra jutalékot kaptak az általuk személyesen csatlakoztatott tagok után.”
1975-ben az Amerikai Szövetségi Kereskedelmi Bizottság beperelte a legnagyobb MLM-céget, az Amwayt illegális piramisjáték vádjával. 1979-ben a bíróság az Amway-re kedvező ítéletet hozott. Ettől kezdve definiálták a legális hálózati marketing kritériumait, és azt, hogy miben különbözik az illegális piramisjátéktól. A bírósági végzés szerint a legális hálózati kereskedelem három fő szempontja a következő:
- az áru visszavásárlása 90%-os áron, ha a vevő meggondolja magát,
- a résztvevők havonta legalább 10 vásárlót látnak el személyesen,
- a 70%-os szabály: ellenőrizni kell, hogy a nagykereskedelmi áron beszerzett áruk 70%-át eladták vagy felhasználták, mielőtt újabb megrendelést adnak le a cég felé.

## Jellemzői
A fogyasztásra szánt javakat független termékforgalmazók a végfelhasználóknak közvetlenül juttatják el, vagy közrejátszanak ebben a folyamatban. A termékforgalmazók törekednek arra is, hogy újabb tagokat csatlakoztassanak hálózatukhoz, és így növeljék összértékesítésüket.
A hálózat tagjainak jövedelme többféle:
- Kiskereskedelmi árrés (egyes cégek ezt az „ügynöki” megítélés miatt csak korlátozottan teszik lehetővé): fogyasztói és nagykereskedelmi ár különbsége,
- Jutalék: jutalékot a forgalmazó a saját maga által létrehozott csoport után kapja a vállalattól. Ennek a jutaléknak a mértékét a vállalat egy marketingtervben határozza meg, és alapját (bizonyos megkötésekkel) a létrehozott csoport által generált forgalom adja.

A jutalékok sok forrásból jöhetnek össze (ez az ereje a jövedelemtermelésnek a hálózatban, hiszen ha az egyik éppen gyenge, a másik forrás kiegészítheti). Ezek:
aktív munka után járó jutalékok
- azonnali jutalék (termék eladása után 1x)
- szolgáltatás utáni profit (te csinálsz valamit a termékkel a vevőnek pénzért)
- regisztrációs jutalék (jellemzően piramisjátékra vall)
- induló csomagból jutalék (a termékcsomag valós értéke alapján lehet pilóta-szag)
- céges gyűjtő jutalék (a ki nem fizetett rész-jutalékok tömegét a cég felosztja a legjobban növekvő partnerek között)

csapatból, passzívan is járó jutalékok
- csapatból járó regisztrációs jutalék (pláne pilótajáték)
- elért csoportok utáni jutalék (a "lábakon" bizonyos forgalom elérése után egy vezetői bónusz)
- forgalom utáni jutalék (nagyobb csapat után sok kisebb jutalék összege)
- mélységi jutalék (az üzletépítőtől különvált frontok teljes forgalma utáni %-os bevétel, ez az igazi passzív jövedelem)

tárgyi juttatások
- céges autó, lap-top, utazás a teljesítmény alapján, jellemzően nem /fő, hanem időtartam-korláthoz kötve (bárki elérheti)

## MLM mint üzleti vállalkozás
Az MLM vállalkozás kereskedelmi tevékenységre épül. A termék lehet valamilyen dologi eszköz (táplálékkiegészítő, tisztálkodó-, vagy tisztítószer, műszaki cikkek, konyhai eszközök, egyéb a sor végtelen) vagy szolgáltatás (biztosítás, internet-, kábel tv-, telefon előfizetés, egyéb). Az MLM vállalkozásban ahogy a hagyományos kereskedelemben is a termékek megvásárlásából keletkezik a forgalom.
Egy MLM vállalkozást  a hagyományos vállalkozásokhoz képest jóval kisebb kezdőtőkével (már 20 000-30 000 forinttal, egyes cégek esetén akár 0 forinttal) is el lehet indítani. Az alacsony induló költségek miatt bárki számára elérhető vállalkozási formáról van szó. Nagyobb időráfordítást sem igényel, mindössze heti 10-15 órát kell kezdetben a vállalkozásra fordítani, így a meglévő munkahely mellett is végezhető ezzel kiegészítő jövedelemhez juttatva bárkit, aki ezzel foglalkozik.

### A hálózat felépítése
A hálózat tagja felett lévő tagokat szokás nevezni, "felső vonalnak", akik pedig hozzá csatlakoznak azon tagokat "alsó vonalnak". Az alsó vonalban vannak a nem közvetlen hozzá csatlakozó tagok is. A hozzá közvetlen csatlakozó tagokat nevezik "front"-nak az általa kialakuló hálózatot pedig "lábaknak". Minden egyes tag vagy "front" egy-egy "láb".
Azon tagokat akik sem a felső vonalba sem az alsó vonalba nem tartoznak őket szokás "kereszt- vagy testvérvonalnak" hívni.
Közvetlenül a tag felett lévő személyt nevezik "szponzornak", sokszor a gyakorlatban főleg ha ez az illető kezdő akkor a szponzori tevékenységet valamelyik felső vonalbeli tag végzi.
Egy MLM vállalkozásban mindenki a saját hálózatát építi fel a nulláról. Bármikor kezdi is el az illető a munkát ugyanakkora esélye van egy nagy hálózat kiépítésére, mint annak aki már évek óta tagja a hálózatnak. Abban az esetben ha valaki egy tag alatt nagyobb hálózatot épít fel, mint ő maga, akkor az alsó tagnak a bónusza is nagyobb lehet, mint a felette lévő tagé. Sőt olyan eset is előfordulhat, hogyha az felső tag elhanyagolja az üzletépítést, hogy a felső tag nem jogosult az alsó tag hálózatából semmilyen bónuszra.
A hálózatban a vásárlók aránya több mint 90%. A maradék pár százalék azon személyek akik aktívan foglalkoznak az üzletépítéssel. Az összes forgalmat a hálózatépítők és a vásárlók együttes vásárlásai adják ki.
Mivel csak a forgalom után fizetnek (nem a beléptetett tagok után) az MLM cégek ezért hiába regisztrál be valaki akár kétszáz embert is közvetlenül magához, azzal nem lesz nagyobb a jövedelme, mint annak aki csak ötven embert regisztrál, viszont ezen csoport forgalma meghaladja a nagyobb létszámú csoport forgalmát..
Ha valaki felépít egy kellően nagy hálózatot akkor az hosszútávon biztos jövedelmet biztosít a számára még akkor is, hogyha a hálózat már nem növekszik tovább, mivel a meglévő vásárlók biztosítják az állandó forgalmat.

### Bónusz kifizetés, felhasználás
A bónusz elszámolása az MLM cég mindenkori marketing terve alapján történik. Alapja a termékek eladási árának nettó összege.
Az MLM kereskedelemben ahogy más kereskedelmi formáknál is csak abban az esetben van bónusz kifizetés, hogy ha van forgalom az adott hálózatban.
A bónusz fizetés mindig a legalsó szintről felfelé történik, a marketingtervben meghatározott feltételek szerint. A legtöbb cég esetében elmondható, hogy mindig a legalsó szinten lévők kapják a legnagyobb százalékát (kb. 20-40%) a bónusznak és ahogy felfelé haladunk ez úgy csökken egészen alacsony százalékokra (1-3%). Az, hogy hány szintig fizetnek bónuszt ezt az adott cég marketingterve határozza meg. A bónusz kifizetése minden esetben számla ellenében történik az elszámolási időszakot (általában egy hónap) követő hónapban. (egyes cégek ettől eltérhetnek) Bizonyos MLM cégeknél lehetőség van a bónuszok levásárlására is. Ebben az esetben a termék vásárlás teljes összegéből levonásra kerül a bónusz összege, így a termékekért a bónusz összegével csökkentett ár fizetendő.

### A termékek vásárlása és a regisztráció
A termékek megvásárlása történhet valamelyik forgalmazótól vagy közvetlen a cég raktárából (Néhány cég termékei kiskereskedelmi forgalomban is megvásárolhatóak). A raktárból vásárolni csak a regisztrált tagok jogosultak.
A regisztráció bizonyos cégeknél díjmentes, más cégek egy minimális összeghez kötik (kb. havi 500-1000 forint). A regisztrációval a tag kedvezményesebben vásárolhatja meg a termékeket, mintha külsősként venné meg.
Egyes cégek esetén további kedvezményeket vagy egyéb szolgáltatásokat (telefon flotta, kedvező utazások, stb.) is igénybe vehetnek.

## A multi-level marketing kritikája
Az MLM több mint 50 éve nem tudja kiszorítani a hagyományos kereskedelmet, bár 2000-től 2006-ig az MLM üzletek forgalma 50 milliárd USD éves forgalomról 115 milliárd USD éves forgalomra nőtt. Ez az összeg a világ kereskedelmi forgalmának töredéke. Csak az USA-ban az élelmiszer forgalom 1000 milliárd USD fölött van, és a gyógyszer forgalom is. Valóban az MLM egy olyan kereskedelmi forma, amely a fogyasztót érdekeltté teszi a terjesztésben, éppen ezért hatékony, mert bejut a „burokba”, a személyes kapcsolatok alapján.[forrás?]